# دریای بلینگسهاوزن

دریای بلینگسهاوزن در غرب نیمهٔ غربی قطب جنوب

دریای بلینگسهاوزن (به انگلیسی: Bellingshausen Sea) بخشی از آب‌های اقیانوس منجمد جنوبی واقع در جنوب اقیانوس آرام است که در غرب قطب جنوب و در جنوب غربی دماغه هورن در میان شبه‌جزیره جنوبگان و دریای آموندسن واقع شده و گستره‌ای از جزیرهٔ الکساندر یکم تا جزیره ترستون را در بر می‌گیرد. جزایر الکساندر یکم، پتر یکم و شارکو از مهم‌ترین جزایر این دریا به‌شمار می‌روند.
دریای بلینگسهاوزن به افتخار دریاسالار فابیان گوتلیب فون بلینگسهاوزن، مکتشف روس که موفق به دور زدن قطب جنوب در فاصلهٔ سال‌های ۱۸۱۹ تا ۱۸۲۱ شد چنین نامگذاری شده‌است. او در ژانویهٔ ۱۸۲۱ به این دریا رسید و موفق به کشف جزیرهٔ پتر یکم در ۲۲ ژانویه و جزیرهٔ الکساندر یکم در ۲۹ ژانویهٔ همان سال شد (نامگذاری هردو جزیره توسط بلینگسهاوزن صورت گرفته‌است). با این حال بلینگسهاوزن نخستین کسی نبود که از این دریا می‌گذشت و پیش از او جیمز کوک نیز در ۳۰ ژانویهٔ ۱۷۷۴ توانسته بود طی جنوبی‌ترین سفر دریاییش  به این نقطه از زمین برسد.